# Цна (приток на Мокша)
Цна (на руски: Цна) е река в Тамбовска и Рязанска област на Русия, ляв приток на Мокша (десен приток на Ока, десен приток на Волга). Дължина 451 km. Площ на водосборния басейн 21 500 km².

## Извор, течение, устие
Река Цна води началото си на 166 m н.в., на 3 km югозападно от село Протасово, в южната част на Тамбовска област и по цялото си протежение тече предимно в северна посока през североизточната част на Окско-Донската равнина, където силно меандрира в широка и плитка долина. По течението ѝ са изградени няколко малки водохранилища, на някои от които са съоръжени малки ВЕЦ-ове. Влива се отляво в река Мокша (десен приток на Ока, десен приток на Волга), при нейния 51 km, на 81 m н.в., при село Устие, в североизточната част на Рязанска област.

## Водосборен басейн, притоци
Водосборният басейн на Цна заема площ от 21 500 km², което представлява 8,78% от водосборния басейн на река Мокша. На югоизток, юг и югозапад водосборния басейн на Цна граничи с водосборния басейн на река Дон, на запад – с водосборния басейн на река Пара (десен приток на Ока), а на изток и североизток – с водосборния басейн на река Вад (ляв приток на Мокша).
Основни притоци: леви – Липовица (52 km), Челновая (121 km), Серп (66 km); десни – Лесной Тамбов (89 km), Керша (86 km), Кашма (111 km), Виша (179 km).

## Хидроложки показатели
Цна има смесено подхранване с преобладаване на снежното. Среден годишен отток на 139 km от устието 46 m³/s, с ясно изразено пролетно пълноводие през април и началото на май. Заледява се в периода от октомври до декември, а в горното течение през януари, а се размразява в края на март или началото на април.

## Стопанско значение, селища
В миналото река Цна е била плавателна по време на пълноводие за плиткогазещи съдове до град Тамбов, а сега само на отделни участъци поради изграждането на няколко малки водохранилища по течението ѝ. На нея са разположени множество населени места, в т.ч. градовете Котовск, Тамбов и Моршанск и селището от градски тип Знаменка в Тамбовска област и град Сасово в Рязанска област.